# ملکوم سینکلیر
مَلکوم سینکلیر (انگلیسی: Malcolm Sinclair؛ زادهٔ ۵ ژوئن ۱۹۵۰) بازیگر اهل انگلستان است.
از فیلم‌ها یا برنامه‌های تلویزیونی که وی در آن نقش داشته‌است، می‌توان به موفقیت بهترین انتقام است، آدمکشان میدسامر، پوآرو، آنا کارنینا، تلفات، پوآرو، وی مثل وندتا، کازینو رویال، جنگ شاد و بازمانده اشاره کرد.